# Lissa Vera
María Elizabeth Vera (San Justo, La Matanza, provincia de Buenos Aires; 31 de enero de 1982), conocida artísticamente como Lissa Vera, es una cantante, rapera y compositora argentina. Es conocida por formar parte del grupo Bandana surgido del concurso televisivo Popstars en 2001.

## Carrera musical

### Bandana
Lissa Vera logró la fama en la escena musical gracias a su paso por el reality show Popstars. De allí surgió el grupo musical Bandana junto a Lourdes Fernández, Virginia da Cunha, Valeria Gastaldi e Ivonne Guzmán. Surgieron en 2001 y lograron reconocimiento. Tuvieron récords de shows en el teatro Gran Rex (más de 100), vendieron 500.000 copias en dos años y medio que duró el grupo. El grupo hizo giras por Sudamérica, también en Estados Unidos, España y todo el interior de Argentina.
En 2003 filmaron Vivir intentando, siendo la película argentina más vista de ese año con más de un millón de espectadores. Vera junto a las integrantes de la banda lograron ser las primeras argentinas en aparecer en la tapa de la revista Billboard y tuvieron una edición de oro en la Revista Gente. Fue el primer grupo en llegar directamente al puesto número 1 en la historia de Los 40 Principales Argentina. Asimismo, lograron obtener galardones en los premios Gardel, MTV y Martín Fierro.

## Discografía
Con Bandana
- 2001 Bandana (Sony BMG)
- 2002 Noche (Sony BMG)
- 2003 Vivir intentando (Sony BMG)
- 2004 Hasta siempre (en vivo, Sony BMG)
- 2016 Bandana, la vuelta (Sony BMG)

Solista
- 2005 ¿Quién dijo? (Sony BMG)

### Videoclips
Con Bandana:
| Año  | Título                     |
| ---- | -------------------------- |
| 2001 | «Guapas»                   |
| 2001 | «Como puede ser»           |
| 2002 | «Muero de amor por ti»     |
| 2002 | «Llega la noche»           |
| 2003 | «Sigo dando vueltas»       |
| 2003 | «Hasta el día de hoy»      |
| 2003 | «Canto con vos»            |
| 2017 | «Bombón»                   |
| 2018 | «No no no y baila»         |
| 2019 | «En la punta de la lengua» |
| 2021 | «Fuego»                    |

Solista:
| Año  | Título         |
| ---- | -------------- |
| 2005 | «¿Quién dijo?» |

## Regreso de la banda Bandana
El 8 de julio de 2016, Bandana regresó al Teatro Lola Membrives, pero con la baja de una de sus integrantes Ivonne Guzmán quedando así el grupo compuesto por Lourdes Fernández, Virginia da Cunha, Valeria Gastaldi y Lissa Vera.
En enero de 2017 se dio a conocer un sencillo de la banda llamado «Bombón», cuyo vídeo oficial se lanzó en junio de ese mismo año. El tema fue una colaboración junto al cantante Wisin.
Con el lanzamiento de esta canción se conoció en conjunto la baja de una de las integrantes, Virginia da Cunha, quedando así la nueva formación como trío.
Junto a sus compañeras Valeria y Lourdes realizó una serie de shows por buenos aires y presentaciones en programas de televisión. Pero su presentación oficial se dio el 19, 20 de junio y el 11, 12 de julio en el teatro apolo con un "Bandana íntimo", un show acústico, agotando localidades.

## Filmografía

### Como actriz
| Año  | Título                      | Rol              | Notas                              |
| ---- | --------------------------- | ---------------- | ---------------------------------- |
| 2002 | Son amores                  | Ella misma       | Aparición especial junto a Bandana |
| 2003 | Vivir intentando            | Lissa            | Protagonista                       |
| 2004 | Frecuencia 04               | Ella misma       | Aparición especial junto a Bandana |
| 2016 | Educando a Nina             | Ella misma       | Aparición especial junto a Bandana |
| 2017 | 27: El club de los malditos | Chica perdida #3 |                                    |

### Como ella misma
| Año  | Título                                               | Rol                       | Notas                                 |
| ---- | ---------------------------------------------------- | ------------------------- | ------------------------------------- |
| 2001 | Popstars: Tu show está por empezar                   | Participante              | Ganadora                              |
| 2007 | Gran Hermano Famosos                                 | Participante              | 3.ª finalista                         |
| 2009 | Operación Triunfo                                    | Panelista del debate      |                                       |
| 2014 | Tu cara me suena 2                                   | Participante invitada     | Gala: 30                              |
| 2016 | Bailando 2016                                        | Participante invitada     | Gala: 4                               |
| 2021 | Cantando 2020                                        | Participante de reemplazo | Galas: 22, 23, 24, 25 y 1.ª semifinal |
| 2021 | El Gran Premio de la Cocina: Temporada de Famosos II | Participante              | Semifinalista                         |
| 2022 | El Hotel de los Famosos                              | Participante              | 17.ª / 9.ª eliminada                  |
| 2023 | El Hotel de los Famosos II                           | Huésped VIP               |                                       |

## Grupo D.O.S
Junto a su excompañera de Bandana, Lourdes Fernández. A fines de las vacaciones de Invierno de 2014 ambas se juntaron para hacer una serie de Shows en el Teatro "El Cubo", obteniendo en todos sus shows localidades agotadas. En medio de estas presentaciones, fueron Invitadas para presentarse, con un gran personal de bailarines, en el festejo de la Primavera en Córdoba, donde concurrieron más de 500.000 personas y bailaron al compás de D.O.S.

## Obra Infantil: Carlos Paz 2015
De la mano de Cordero Producciones, Lissa Vera junto a su compañera de D.O.S, Lourdes Fernández, realizaron una serie de casting tanto en Buenos Aires como en Córdoba para hacer una obra infantil en la temporada de Carlos Paz.
Donde Recibieron 6 Nominaciones a los Premios Carlos, siendo así el primer infantil en recibir tantas nominaciones y compitiendo con grandes elencos, entre ellos Stravaganza. 
Nominaciones:
- Mejor Actor infantil (Ganador)
- Mejor Actriz en Infantil: Lissa Vera
- Mejor Actriz en Infantil: Lourdes Fernández
- Mejor Cuerpo de Baile
- Mejor Espectáculo Infantil (ganadora)
- Mejor Coreografía